# Ховард, Лео
Лео Ховард (англ. Leo Howard; род. 13 июля 1997) — американский актёр, модель и мастер боевых искусств, наиболее известный по ролям юного Снейк Айза в боевике «Бросок кобры», юного Конана в фэнтези-боевике «Конан-варвар» и Джека в сериале «В ударе».

## Биография
Лео Ховард родился в Ньюпорт-Бич, Калифорния, в семье Рэнди и Тодда «Большого Бульдога» Ховарда. Его родители профессионально разводили английских и французских бульдогов. Ховард учился в христианской школе Трай-Сити в городе Виста, Калифорния, а большую часть детства провел в маленьком городке Фоллбрук в округе Сан-Диего.
В возрасте четырёх лет Ховард начал занятия боевыми искусствами, а в семь — актёрскую карьеру. В восемь лет он выиграл три чемпионата мира по боевым искусствам сёрин-рю, по которому у него есть чёрный пояс. Его первым актёрским опытом были съёмки в рекламных роликах. Теледебютом Ховарда стала роль в эпизоде сериала «Детектив Монк» в 2005 году, на большом экране он появился в 2008 году, снявшись в фильме «Камень желаний».
Также Ховард снимался в таких фильмах как «Бросок кобры» и «Конан-варвар». В 2011—2015 годах он играл главную роль Джека Брюера в сериале «В ударе», а в 2019 году — роли второго плана в телесериалах «Почему женщины убивают» и «Наследие».

## Фильмография
| Год       |    | Русское название                | Оригинальное название            | Роль                  |
| --------- | -- | ------------------------------- | -------------------------------- | --------------------- |
| 2005      | с  | Детектив Монк                   | Monk                             | ребёнок-каратист      |
| 2008      | ф  | Камень желаний                  | Shorts                           | Лейзер                |
| 2009      | ф  | Большое приключение Осси и Теда | Aussie and Ted’s Great Adventure | Эрик Брукс            |
| 2009      | ф  | Бросок кобры                    | G.I. Joe: The Rise of Cobra      | Снейк Айз в детстве   |
| 2009      | тф | Дети кукурузы                   | Children of the Corn             | дополнительные голоса |
| 2009      | с  | Большое шоу Маленького Лео      | Leo Little’s Big Show            | Лео Литтл             |
| 2009—2010 | с  | Зик и Лютер                     | Zeke and Luther                  | Харт Хамлин           |
| 2010      | ф  | Логан                           | Logan                            | Логан Хоффман         |
| 2011      | ф  | Конан-варвар                    | Conan the Barbarian              | юный Конан            |
| 2011—2015 | с  | В ударе                         | Kickin’ It                       | Джек Брюер            |
| 2013      | с  | Танцевальная лихорадка!         | Shake It Up                      | Логан Хантер          |
| 2015      | с  | Подопытные                      | Lab Rats                         | Трой Уэст             |
| 2015      | ф  | Андрон: Чёрный лабиринт         | Andròn: The Black Labyrinth      | Александер            |
| 2016      | с  | Особо тяжкие преступления       | Major Crimes                     | Гейб Янг              |
| 2016—2017 | с  | Чики                            | Betch                            | Джордан / Чез         |
| 2016—2017 | с  | Жуть                            | Freakish                         | Гроувер Джонс         |
| 2016—2018 | с  | —                               | WTH: Welcome to Howler           | Горди                 |
| 2017      | ф  | —                               | You’re Gonna Miss Me             | Мав Монтана           |
| 2018      | с  | —                               | Love Daily                       | Чарли                 |
| 2018—2019 | с  | Диета из Санта-Клариты          | Santa Clarita Diet               | Свен                  |
| 2019      | тф | —                               | Scorned                          | Джейк                 |
| 2019      | с  | Почему женщины убивают          | Why Women Kill                   | Томми Харт            |
| 2019—2021 | с  | Наследие                        | Legacies                         | Итан                  |
| 2020      | с  | 100                             | The 100                          | Огаст                 |

## Награды и номинации
- 2010 — премия «Молодой актёр» — за роль в фильме «Камень желаний»[7]